# Warum betrübst du dich, mein Herz, BWV 138
Warum betrübst du dich, mein Herz?, BWV 138 (Per què, cor meu, t’entristeixes?),
 és una cantata religiosa de Johann Sebastian Bach per al quinzè diumenge després de la Trinitat, estrenada a Leipzig, el 5 de setembre de 1723.

## Origen i context
L'autor, desconegut, –si bé atribuït a Hans Sachs, inspirador d'“Els mestres cantaires de Nuremberg” de Richard Wagner – es basa en tres de les catorze estrofes de l'himne homònim, aparegut a Nuremberg l'any 1561. Les dues primeres s'aprofiten per als recitatius del primer i tercer números, mentre que la tercera s'empra en el coral final.
El contingut fa referència a l'evangeli del dia Mateu (6, 24-34), que narra l'exhortació que fa Jesús – en el Sermó de la muntanya – a tenir plena confiança en Déu, en contraposició als dubtes, preocupacions i neguits que agiten els creients. La presentació està molt dramatitzada, el coral expressa la fe en Déu i els solistes, contralt, soprano, tenor i baix, en aquest ordre, exposen la desesperació. En conjunt, la cantata té un fil conductor clar: exposició, argumentació i conclusió.
Per a aquest diumenge es conserven dues altres cantates, la BWV 51 i la BWV 99.

## Anàlisi
Obra escrita per a soprano, contralt, tenor, baix i cor; dos oboès d'amor, corda i baix continu. Consta de set números.
1. Cor i recitatiu (contralt): Warum betrübst du dich, mein Herz? (Per què, cor meu, t'entristeixes?)
2. Recitatiu (baix): Ich bin veracht (No sóc res més que rebuig)
3. Cor i recitatiu (soprano i contralt): Er kann und will dich lassen nicht (Ell ni pot ni et vol tenir menyspreu)
4. Recitatiu (tenor): Ach süßer Trost! Wenn Gott mich nicht verlassen (O quin dolç conhort! Si Déu no m'oblida)
5. Ària (baix): Auf Gott steht meine Zuversicht (En Déu poso la meva confiança)
6. Recitatiu (contralt): Ei nun!  (D'acord)
7. Coral: Weil du mein Gott und Vater bist (Com que ets el meu pare i el meu Déu)

El primer número té una estructura complexa i poc ortodoxa, amb una alternança continuada de frases del coral, amb melodia de Bartholomäus Monoetius (1565), i recitatiu; a la part central del moviment apareix el contralt amb un recitatiu dramàtic, acompanyat per tota la corda amb una participació rellevant dels oboès. En el número 2, un recitatiu de baix, sobresurten tres apunts musicals sobre les paraules schenken (tastar), Tränen (llàgrimes) i Seuzer (sospirs). El número 3, segueix l'esquema general, alternança del coral i recitatiu, després de les tres primeres frases del coral intervé el soprano, a continuació dues altres frases del coral i, finalment, un recitatiu secco del contralt. El recitatiu de tenor, número 4, amb una vocalització típica sobre Freude (alegria), dona pas a l'ària de baix, acompanyat per tres veus de la corda del continu; es van expressant les paraules clau, els verbs finals de quatre dels set versos: walten (deixar fer), nagen (passar ànsia), plagen (afligir) i erhalten (fer costat). Del recitatiu de contralt, número 6, que no té res a destacar, es passa a l'habitual coral final, on hi destaquen un duo dels oboès i uns compassos rutilants dels violins a l'uníson. Té una durada aproximada d'uns vint minuts.

## Discografia seleccionada
- J.S. Bach: Das Kantatenwerk. Sacred Cantatas Vol. 8. Nikolaus Harnoncourt, Tölzer Knabenchor (Gerhard Schmidt-Gaden, director), Concentus Musicus Wien, Alan Bergius, Stefan Rampf (solistes del cor), Kurt Equiluz, Robert Holl. (Teldec), 1994.
- J.S. Bach: The complete live recordings from the Bach Cantata Pilgrimage. CD 41: Unser Lieben Frauen, Bremen; 28 de setembre de 2000. John Eliot Gardiner, Monteverdi Choir, English Baroque Soloists, Malin Hartelius, William Towers, James Gilchrist, Peter Harvey. (Soli Deo Gloria), 2013.
- J.S. Bach: Complete Cantatas Vol. 9. Ton Koopman, Amsterdam Baroque Orchestra & Choir, Caroline Stam, Bernhard Landauer, Christoph Prégardien, Klaus Mertens. (Challenge Classics), 2005.
- J.S. Bach: Cantatas Vol. 11. Masaaki Suzuki, Bach Collegium Japan, Midori Suzuki, Kai Wessel, Makoto Sakurada, Peter Kooij. (BIS), 1999.
- J.S. Bach: Church Cantatas Vol. 43. Helmuth Rilling, Gächinger Kantorei, Bach-Collegium Stuttgart, Arleen Augér, Ria Bollen, Aldo Badlin, Philippe Huttenlocher. (Hänssler), 1999.
- J.S. Bach: Mit Fried und Freud. Cantatas BWV 8, 125 & 138. Philippe Herreweghe, Collegium Vocale Gent, Deborah York, Ingeborg Danz, Mark Padmore, Peter Kooij. (Harmonia Mundi), 1998.
- J.S. Bach: Cantatas for the Liturgical Year, vol. 12. Sigiswald Kuijken, La Petite Bande, Gerlinde Sämann, Petra Noskaiová, Christoph Genz, Jan Van der Crabben. (Accent Records), 2011.